# Méailles
Méailles település Franciaországban, Alpes-de-Haute-Provence megyében. Lakosainak száma 118 fő (2022. január 1.). Méailles Allons, Castellet-lès-Sausses, Le Fugeret és Thorame-Haute községekkel határos.

## Népesség
A település népességének változása:
| Lakosok száma | 153  | 80   | 69   | 97   | 112  | 111  | 115  | 121  | 120  | 118  |
|               | 1968 | 1982 | 1990 | 2006 | 2013 | 2015 | 2017 | 2019 | 2020 | 2022 |